# Diane Rouxel

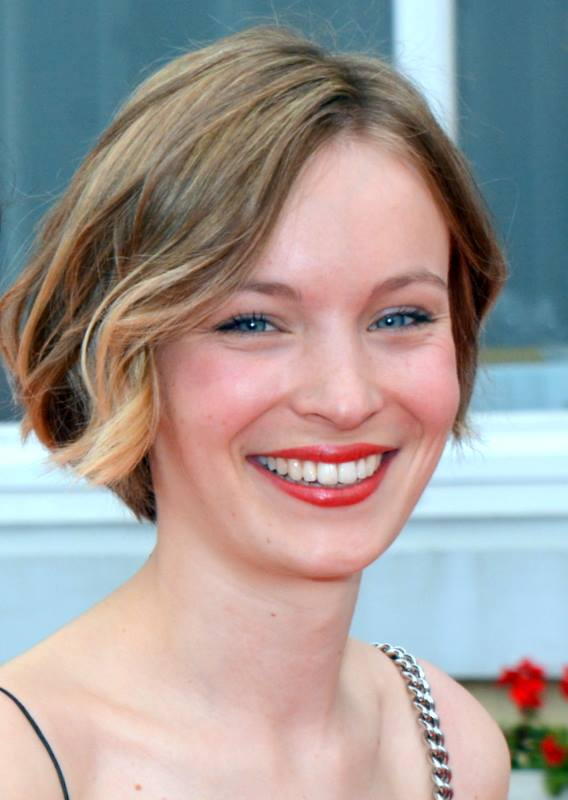
Diane Rouxel (2016)

Diane Rouxel (* 14. August 1993 in Ambilly) ist eine französische Schauspielerin.

## Leben
Diane Rouxel ist die Tochter eines Architektenpaares. Ihr Großvater Yves La Prairie ist ehemaliger Marineoffizier und Gründer des Instituts CNEXO, aus dem das französische Forschungsinstitut für die Nutzung der Meere hervorgegangen ist. Rouxel verbrachte die ersten siebzehn Lebensjahre, während derer sie sich für Fotografie, Malerei und plastische Kunst begeisterte, in Obersavoyen. 2010 zog die Familie nach Paris um. Rouxel absolvierte ihr letztes Schuljahr am Lycée und ihre Mutter arbeitete nun als Lehrerin für gehandicapte Kinder.  Im Jahr darauf begann sie ein Studium der bildenden Kunst an der Sorbonne.
Zu einem ersten Beschäftigungsverhältnis kam Rouxel 2014 aber als eine darstellende Künstlerin. Befreundet mit dem Drehbuchautor Mathieu Landais, der damals unter dem Pseudonym Scribe das Skript für The Smell of Us schrieb, erhielt sie in diesem Film des Regisseurs Larry Clark die Hauptrolle der Marie. Bis dahin hatte sie weder an einem Film mitgewirkt noch Theaterunterricht erhalten. Da sie aber besonders kontroverse Rollen gut und gern spielt, ist sie eine viel beschäftigte Filmschauspielerin geworden. Nach zwei Preisen bei französischen Filmfestivals, in 2015 für Fou d'amour und in 2018 für Marche ou crève, wurde sie im Jahr 2019 mit dem Romy-Schneider-Preis ausgezeichnet.

## Filmografie (Auswahl)
- 2014: The Smell of Us[5]
- 2015: La tête haute
- 2015: Fou d'amour[7]
- 2016: Die Jägerin (Moka)[8]
- 2017: The Wild Boys (Les Garçons sauvages)[9]
- 2017: A Paris Education (Mes provinciales)[10]
- 2018: Volontaire[11]
- 2018: Marche ou crève[12]
- 2020: La Terre des hommes[13]
- 2021: Le bruit des trousseaux (Fernsehfilm)
- 2022: Le soleil de trop près

## Preise
Gewonnen
- 2015: Preis der Jury für die beste weibliche Nebenrolle beim Festival Jean Carmet de Moulins für Fou d'amour[14]
- 2018: Preis für die beste weibliche Hauptrolle beim Festival international du film de Saint-Jean-de-Luz für Marche ou crève (gemeinsam mit Jeanne Cohendy)[15]
- 2019: Romy-Schneider-Preis[16]

Nominiert
- 2016: César als beste Nachwuchsdarstellerin für La tête haute[17]